# Barcusus
Barcusus (łac. Diœcesis Barcusenus) – stolica historycznej diecezji w Cesarstwie Rzymskim (prowincja Siria I), współcześnie w Syrii. Od 1933 katolickie biskupstwo tytularne.

## Biskupi tytularni
| Lp. | Biskup              | Od               | Do               |
| --- | ------------------- | ---------------- | ---------------- |
| 1   | Giacomo Luigi Cheng | 11 maja 1944     | 14 kwietnia 1952 |
| 2   | Ireneus Wien Dud    | 3 lipca 1955     | 12 grudnia 1974  |
| 3   | Lawrence Thottam    | 6 listopada 1980 | 16 grudnia 1996  |
| 4   | Antony Kakkanatt    | 7 maja 2022      |                  |